# Wilsdruff
Wilsdruff är en stad i Landkreis Sächsische Schweiz-Osterzgebirge i förbundslandet Sachsen i Tyskland. Staden har cirka 15 000 invånare.